# خيسوس غونزاليس (ملاكم)
خيسوس غونزاليس (بالإنجليزية: Jesús González)‏ مواليد 3 أكتوبر 1984 في فينيكس، هو ملاكم أمريكي يصنف ضمن فئة الوزن المتوسط.

## إحصائيات
خاض خلال مسيرته 29 نزالا، فاز في 27 وتعادل في 0 وخسر في 2. فاز بالضربة القاضية في 14 نزالا.

## روابط خارجية
- خيسوس غونزاليس على موقع بوكس ريك (الإنجليزية) (registration required)